# Elli Riehlová

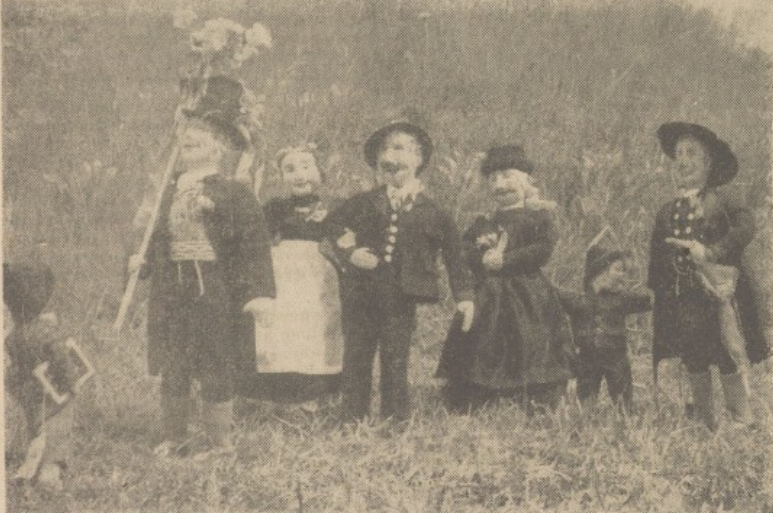
Elli Riehl: Venkovská svatba (1944)

Elli Riehlová, rodným jménem Eleonora Urbanová (19. prosince 1902 Villach – 8. září 1977 Villach), byla rakouská výtvarnice, proslulá svými panenkami realisticky zobrazujícími život na korutanském venkově.
Jejím učitelem byl malíř Leopold Resch. Začala se živit šitím panenek ze zbytků látek, v roce 1934 měly její výtvory úspěch na vídeňském jarním veletrhu a získala množství zakázek. Po druhé světové válce žila na statku v Treffen am Ossiacher See a ve své tvorbě zachycovala konkrétní místní obyvatele v krojích a při práci. V roce 1948 se zúčastnila umělecké soutěže na Letních olympijských hrách 1948. Za 46 let práce vytvořila více než sedm set panenek vysokých 5 až 15 cm. Je autorkou betléma v kostele v Treffen, kde zobrazila i sama sebe. V roce 1973 založila v domě rodiny Bergerovy muzeum panenek, které patří k hlavním turistickým atrakcím kraje okolo Ossiašského jezera. Ve městě Maria Saal je po ní pojmenována ulice.